# Sergueï Pankejeff
 (février 2015).
Si vous disposez d'ouvrages ou d'articles de référence ou si vous connaissez des sites web de qualité traitant du thème abordé ici, merci de compléter l'article en donnant les références utiles à sa vérifiabilité et en les liant à la section « Notes et références ».
Sergueï (ou Serge) Pankejeff (en russe : Сергей Константинович Панкеев, Sergueï Konstantinovitch Pankeïev), né à Kakhovka le 24 décembre 1886 et mort le 7 mai 1979 à Vienne, est connu pour avoir suivi une cure psychanalytique auprès de Sigmund Freud, qui relata son cas dans les Cinq psychanalyses sous l'appellation de « L'Homme aux loups ».

## Biographie et généalogie
Sergueï Constantinovitch Pankejeff est né en Russie méridionale, dans une riche famille de la noblesse terrienne. Il est élevé à Odessa, avec sa sœur Anna, par trois gouvernantes (Grouscha, Nania et Miss Owen) ainsi que par des précepteurs. Sa mère est atteinte de divers troubles psychosomatiques (dont des douleurs abdominales), et se préoccupe exclusivement de sa santé, tandis que son père, dépressif, passe la plupart de son temps dans des sanatoriums.
Pour ce qui en est des membres de la famille, des deux côtés de la généalogie : l’oncle Pierre, le premier frère du père, souffrait de paranoïa et fut soigné par le psychiatre Sergueï Korsakov. Fuyant les contacts humains, il vécut comme un sauvage au milieu d’animaux et finit sa vie dans un asile. L’oncle Nicolas, deuxième frère du père, voulut enlever la fiancée d’un de ses fils et l’épouser de force, mais en vain. Enfin, un cousin, fils de la sœur de la mère, fut interné dans un asile de Prague, atteint d’une forme de délire de persécution.
En 1896, à l’âge de 10 ans, Sergueï Pankejeff présente les premiers signes d’une névrose grave. En 1905, sa sœur Anna se suicide. Deux ans plus tard, son père se donne la mort. À cette époque, Sergueï fréquente le lycée, où il rencontre Matrona, avec laquelle il contracte une gonorrhée. Il sombre alors dans de fréquents accès de dépression, qui le conduisent de sanatoriums en asiles, de maisons de repos en cures thermales. Il est soigné par Vladimir Bekhterev par hypnose, puis par Theodor Ziehen à Berlin, et Emil Kraepelin à Munich qui pose le diagnostic de psychose maniaco-dépressive. Sergueï Pankejeff entre alors au sanatorium de Neuwittelsbach, où il subit divers traitements qui restent sans succès.

### L'entrée en psychanalyse
Puis Sergueï Pankejeff retourne à Odessa, où il est soigné par un jeune médecin, Léonid Droznes, qui décide de le conduire à Vienne pour une consultation avec Freud. Il souffre alors de dépression, de constipation chronique et décrit des hallucinations, perçoit un voile qui le sépare de son entourage.
Freud décide de le prendre en analyse. Dès le début de la cure, Freud estime être confronté à un transfert négatif violent, comme il le confie à Ferenczi, dans une lettre datée du 13 février 1910 : « Un jeune Russe riche, que j’ai pris en analyse à cause d’une passion amoureuse compulsive, m’a fait l’aveu, après la première séance, des transferts suivants : juif escroc, il aimerait me prendre par derrière et me chier sur la tête ».
Face aux supposés transfert négatif et résistance du patient, Freud décide de fixer, dès le départ, la date de la fin de l’analyse, afin de faire céder toute fixation à la maladie. Freud perçoit bien à ce moment les aspects psychotiques de son patient, mais décide de n'exposer que la névrose infantile de Sergueï, analysée « 15 ans après sa résolution ». Le but de Freud est de prouver l’efficacité de la psychanalyse face à ses détracteurs et aux psychiatres comme Kraepelin, qui avait diagnostiqué un état maniaco-dépressif similaire à celui dont souffrait le père de Sergueï. Dans ce texte, Freud postule que Sergueï aurait été témoin de la « scène primitive », qui constituerait le point de départ des perturbations ayant par la suite conditionné la névrose du jeune homme. Sergueï réfutera tout souvenir de ce type, d'autant que les enfants à l'époque vivaient et dormaient avec leur gouvernante et non avec leurs parents.

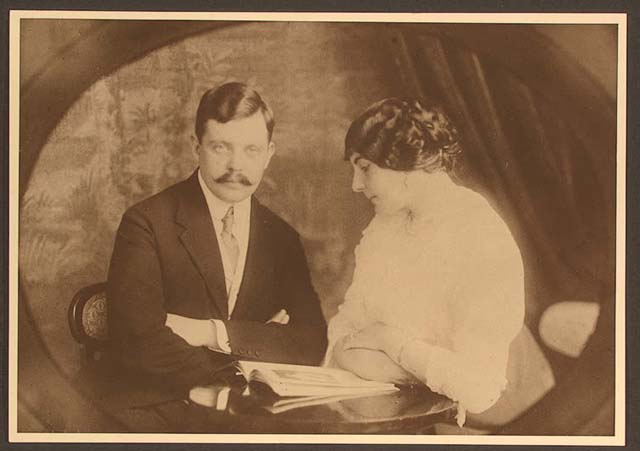
Sergueï Pankejeff et son épouse (vers 1910)

## Le cas de « l'Homme aux loups »
Le pseudonyme de « l'Homme aux loups » fut attribué en psychanalyse à Sergueï Pankejeff à la suite du rêve dit « des loups » : c'est sous ce surnom destiné à protéger son identité que l'histoire du cas de ce patient reste connue dans l'histoire de la psychanalyse. Sa place est unique dans l’œuvre freudienne dans la mesure où il s’agit d’un compte rendu du plus long traitement psychanalytique de Freud : cette cure, entamée en janvier 1910, s'est achevée le 28 juin 1914, le jour de l’attentat de Sarajevo. 
En clinique, le cas de l'« Homme aux loups » analysé par Freud dans À partir de l'histoire d'une névrose infantile (1918 [1914]), écrit Patrick Mahony,  fournit « d'un point de vue technique » un « exemple de l'analyse extrêmement élaborée d'un rêve, la reconstruction en détail d'une scène infantile et l'importance stratégique qu'il y a à imposer une fin pour l'analyse ».   

### La scène de séduction et ses conséquences
Le cas de l'homme aux loups fut décrit par Freud dans Cinq psychanalyses.
Sergueï Pankejeff est présenté comme un enfant calme et gentil. Au cours de son enfance, se produit un changement brutal de son comportement : il devient violent et dissipé. Les premiers changements de caractère de Sergueï Pankejeff enfant coïncident avec l’arrivée de Miss Owen, sa gouvernante anglaise. Le petit Sergueï est comme transformé : mécontent, violent, irritable, offensé en toute occasion. Les parents craignent même une déscolarisation. Cette gouvernante est qualifiée dans les Cinq psychanalyses comme étant « extravagante, insupportable, et portée sur l’alcool ».
Freud suppose que l'existence d'un premier « souvenir écran » était lié à cette gouvernante anglaise et aux menaces de « castration » qu’elle proféra contre Sergueï. Selon Freud, ces menaces ont participé au changement du caractère de Sergueï.
Le second souvenir écran supposé concerne la sœur, et le fait que lorsque Serguei avait à peine plus de trois ans, celle-ci l’avait séduit en l’entraînant dans des jeux sexuels, l’incitant à montrer son popo (terme employé par la sœur de Sergueï Pankejeff pour désigner les organes sexuels), exhibant son sexe, et saisissant même les organes génitaux de son frère, prétextant que Nania avait l’habitude d’en faire de même avec le jardinier.
Ces deux souvenirs écrans auraient généré des fantasmes chez le patient, des rêves d’actes agressifs contre la sœur et la gouvernante avec remontrances et punitions liés à ces actes et à son sentiment de culpabilité.  Selon l'interprétation freudienne, ces fantasmes auraient eu pour but d’effacer l’événement vécu comme traumatique par l’enfant. En effet, dans ses fantasmes, le patient ne joue pas un rôle passif dans lequel sa virilité serait remise en question. Il est actif, agressif, et veut voir sa sœur dénudée.
Le patient développe une aversion à l’égard de sa sœur à la suite de la scène de séduction. Sa sœur devint son concurrent pour l’amour et la reconnaissance des parents, surtout vis-à-vis du respect du père qui exaltait les capacités intellectuelles de sa sœur, alors que Serguei était inhibé intellectuellement à la suite de sa névrose obsessionnelle.
Serguei se détourne de sa sœur et se tourne vers Nania, avec qui il n’est pas en compétition.
Il exhibe alors son pénis devant Nania, et ne lui cache pas son onanisme, ce qui peut être interprété comme une tentative de séduction de l'enfant vis-à-vis de sa nourrice. Nania émet alors une menace de castration, en disant à Serguei que s’il continuait à pratiquer l’onanisme, une blessure viendrait à la place de son pénis. Il renonce alors à pratiquer l’onanisme.  Cette menace de castration sera confortée par l’observation des organes génitaux féminins de sa sœur et d’une de ses amies en train d’uriner. Il constate alors l’absence de pénis chez les deux petites filles.
C’est alors que serait apparu le complexe de castration, centré sur le fantasme de castration, avec des garçons châtiés, battus sur leur pénis.
Dans ce fantasme, Freud nous dit que le sadisme s’est tourné contre la personne propre et transformé en masochisme. Il serait issu du sentiment de culpabilité lié à la pratique de l’onanisme et à l’attente d’un châtiment pour apaiser la culpabilité.
Ainsi, à la suite de la peur liée à la castration, il y aurait eu une régression au stade sadique-anal. Serguei Pankejeff adopta une position « passive féminine » d’abord envers sa sœur, qui fut la première séductrice, puis envers son père. Ainsi, la méchanceté et les cris de Serguei, que Freud décrit dans Cinq psychanalyses, n’auraient eu d’autre but que d’être des tentatives pour séduire le père et de l’attirer dans une relation sadomasochiste.

### La scène de séduction originelle
Au fur et à mesure des séances, alors que la cure atteint pratiquement son terme, un souvenir écran vint à l’esprit de Serguei Pankejeff. Dans ce souvenir, Serguei enfant poursuivait un papillon à rayures jaunes avec de grandes ailes qui se terminaient en appendices pointus. Ce papillon se posa sur une fleur et Serguei, pris de terreur, s’enfuit en hurlant. Freud apprend alors qu’en russe papillon se dit бабочка (babotchka), proche de бабушка (babouchka), la grand-mère. Ainsi, le mot papillon a pour le patient une signification qui renvoie au féminin, et selon Freud, les rayures jaunes peuvent symboliser ou représenter, un vêtement porté par une femme. 
Cette femme aurait en quelque sorte séduit Serguei, les ailes du papillons en V rappelleraient alors les jambes écartées de cette femme. 
À la suite des associations libres du patient, Freud découvre que cette femme n’est autre que Grouscha, l’ancienne bonne d’enfants, que le patient aimait beaucoup. En russe, Grouscha veut dire poire, une poire qui montre des rayures, tout comme le papillon. Ainsi, derrière le souvenir écran du papillon, se cachait bien une femme, comme le supposait Freud.
Freud, interroge son patient sur l’angoisse qu'il a éprouvée à la vue du papillon. Pour comprendre cette angoisse selon lui, il faut retrouver l’association établie par le patient entre les deux scènes (la scène de séduction et le rêve). Serguei évoque alors une scène au cours de laquelle Grouscha était occupée à récurer le sol, montrant ses fesses. En observant la scène, le jeune Sergueï Pankejeff ressentit une forte excitation et urina sur le sol. Grouscha émit alors une menace de castration contre lui.
Freud établit un lien entre la position de Grouscha dans cette scène de séduction et celle de la mère, dans la scène originaire reconstruite par Freud. Ainsi Grouscha devient le substitut de la mère, l’excitation sexuelle ressentie par Serguei est issue de l’activation de l’image de la position maternelle dans le coïtus a tergo (accouplement par derrière). Ainsi, la position de la mère, dans la scène de séduction originelle, va orienter la vie sexuelle du sujet par rapport à ses choix d’objet : Grouscha, Matrona. Ces femmes représentent toutes des substituts de la mère.
Dans un rêve évoqué par le patient, Serguei enfant arrache les ailes à une ESPE. Freud lui demande ce qu’est une ESPE, et Serguei lui répond que c’est un insecte à rayures jaunes et qui peut piquer, c’est-à-dire faire mal comme Grouscha. Cet insecte est en fait une WESPE (= guêpe) mutilée dans ce rêve. ESPE symbolise les initiales du patient S.P. qui a été castré. Ainsi la signification du rêve devient évidente. Dans ce rêve, Serguei se venge de Grouscha qui l’avait menacé de castration, en la castrant, c’est-à-dire, en arrachant les ailes du papillon jaune.
Donc la menace de castration et la séduction de Serguei par sa sœur agissent ensemble et ont pour conséquence le changement de caractère du patient, alors qu’il était encore enfant. L’enfant, n’ayant pas encore atteint la maturité sexuelle, ne peut être confronté qu’à l’incompréhension et à l’effroi face à la scène de séduction.
Freud ne doute pas qu’il s’agisse d’une scène réelle et non fantasmée, du fait des conséquences réelles qui font que Sergueï Pankejeff cherchera pour compagne des femmes ayant une intelligence moindre comparé à lui (contrairement à sa sœur) : il se tournera vers des paysannes ou domestiques, en raison de l’aversion que va entraîner la scène de séduction de sa sœur.

### La scène originaire, le fantasme de castration et le rêve des loups
Le rêve des loups fait par Sergueï Pänkejeff enfant : « j’ai rêvé qu’il faisait nuit et que j’étais couché dans mon lit. Tout à coup, la fenêtre s’ouvre d’elle-même, et à ma grande terreur je vois que sur le noyer en face de la fenêtre, plusieurs loups blancs sont assis. Il y en avait six ou sept. Les loups étaient tout blancs et ressemblaient plutôt à des renards ou a des chiens de berger, car ils avaient de grandes queues comme des renards, et leurs oreilles étaient dressées comme chez les chiens quand ceux-ci sont attentifs à quelque chose. En proie à une grande terreur, évidemment celle d’être dévoré par les loups, je criais et m’éveillai ».
Serguei n’a que quatre ans quand il fait ce rêve, qui est un rêve d’angoisse. Serguei n’arrive pas à se rappeler à quel événement ce rêve se rapporte. Freud va alors tenter de trouver la signification de ce songe en analysant chaque élément qui constitue le rêve. 
Par le matériel du rêve, Freud tire les fragments suivants : « un fait réel – d’un temps très ancien – regarder – immobilité – problèmes sexuels – castration – le père – quelque chose d’effrayant » (Cinq psychanalyses). Les soupçons de Freud se portent alors sur le fait que son patient a probablement vu le coït de ses parents.
La scène originaire serait selon Freud une scène de rapport sexuel entre les parents, observée ou supposée d’après certains indices, et fantasmée par l’enfant.
Alors que Serguei n’avait qu’un an et demi, et était malade (il avait la malaria), il aurait observé un coïtus a tergo (accouplement par derrière). Serguei aurait pu de la sorte observer les organes génitaux de ses parents. Cette scène n’était pas pathogène en elle-même, mais c’est à la suite du développement sexuel de l’enfant, avec les séductions de la sœur et de Grouscha, que l’acte prendra sens après-coup. Deux événements traumatiques seraient nécessaires pour constituer un traumatisme.

### Les fantasmes originaires
Les fantasmes originaires sont des structures fantasmatiques typiques (scène originaire, castration, séduction) que la psychanalyse retrouve comme organisant la vie fantasmatique, indépendamment des expériences personnelles des sujets. L’universalité de ces fantasmes s’expliquerait, selon Freud, par le fait qu’ils constituent un patrimoine transmis phylogénétiquement.
Les fantasmes originaires constitueraient l’explication de l’angoisse éprouvée lors du rêve. Lors de l’observation de l’acte sexuel des parents, le petit Serguei Pankejeff a pu constater l’absence de pénis chez la mère et la disparition du pénis du père.
Ainsi l’angoisse éprouvée est celle de la castration, angoisse confirmée par les récits faits par les adultes de son entourage (à titre d'exemple, le conte Le Loup et les Sept Chevreaux qui l'avait fortement impressionné, ainsi que les menaces de Nania, Grouscha…).
Dans ce rêve, Serguei Pankejeff s’identifie à la mère et l’angoisse éprouvée envers le père (scène originaire vécue par l’enfant comme un acte de violence, soumission de la mère) est déplacée sous la forme de la phobie du loup. La mère à laquelle s’identifie Serguei est une personne castrée, ce qui remet en question la virilité du patient.
Cette identification à la mère sous-tend l’aspiration à la satisfaction sexuelle par le père. L'enfant redoute pourtant le père qui pourrait le castrer. Il y a ambivalence des sentiments.
La peur d’être mangé par le loup, comme le fut le Petit Chaperon rouge, est interprétée comme une transposition régressive du désir d’être coïté par le père comme le fut la mère. Il s'agit d'un renversement du complexe d’Œdipe : l'enfant, au lieu de désirer le parent de sexe opposé, se sent attiré par le parent de même sexe que lui. Cependant, le patient refoule la passivité (de la mère dans la scène) par le souci narcissique du pénis. Il se dresse alors contre la satisfaction.
Freud s’interroge sur l'authenticité de la scène observée par Serguei : est-ce une scène réellement perçue par l’enfant, ou au contraire, est-ce une scène fantasmée ?
Si Freud se pose cette question, c’est qu’un détail d’importance, donné par Serguei, va poser problème : il n’avait qu’un an et demi lors de l’observation du coït entre les parents, peut-il se souvenir de cette scène ? Cette scène aurait très bien pu être imaginée dans un fantasme rétroactif par l’observation des rapports sexuels entre les animaux (les chiens de berger dont la ressemblance avec le loup est marquante). Freud se voit dans l’impossibilité de trancher ; néanmoins, cette scène, qu'elle soit imaginaire ou réelle, a entraîné un changement de caractère de l’enfant, généré l’angoisse du loup ainsi que la compulsion religieuse.
Cette scène, qu’elle soit fantasmatique ou réelle, a eu un impact majeur sur la vie du sujet, ce qui permet à Freud de conclure qu'on peut lui conférer une réalité psychique chez le sujet.

### La phobie chez l'Homme aux loups
Le rêve des loups trouve également son origine dans une histoire racontée par le grand-père du patient. Cette histoire peut se résumer ainsi : un jour, un loup pénétra par la fenêtre dans l’atelier d’un tailleur et l’attaqua (on retrouve ici l’introduction du rêve de Sergueï où des loups l’observent à travers sa fenêtre, prêts à bondir sur lui). L’homme réussit à triompher de son adversaire en lui coupant la queue (d’où le fait que dans le rêve des queues de renards aient pris la place des queues de loups). Quelque temps plus tard, alors qu’il se promenait en forêt, le tailleur fut de nouveau attaqué par le loup sans queue et sa meute. Il parvint à grimper en haut d’un arbre. Les loups montèrent alors les uns sur les autres pour l’atteindre (nous retrouvons là deux éléments présents dans le rêve et la première scène de séduction observée par le jeune Sergueï Pankejeff : le fait que les loups soient perchés, que Freud met en parallèle avec la position des parents lors du coït). Lorsqu’il reconnut le loup sans queue, le tailleur révéla que c’était lui qui la lui avait ôtée. Le loup, effrayé, s'enfuit faisant ainsi s’écrouler toute la pyramide de loups.
À la suite du rêve des loups, Sergueï devient irritable, il se comporte de manière sadique, tourmenteuse et développe une névrose obsessionnelle. Ces comportements s’expliquent par l’interprétation du rêve aux loups. En réalité, le patient cherche à se défendre contre la motion pulsionnelle déplaisante : être satisfait sexuellement par son père.
L’homme aux loups ne refoule pas immédiatement son désir.
La pulsion déplaisante régresse d'abord du stade génital (être satisfait sexuellement par le père) au stade sadique anal (être puni par le père). 
La motion pulsionnelle déplaisante était hostile au père, via le processus de transformation en son contraire, à la place de l’agression contre le père apparaît l’agression du père contre l’enfant. Ainsi le patient craint d’être dévoré par les loups, sous-entendu par le père. 
Parallèlement, la motion de tendresse passive envers le père régresse également. 
Ce sont donc toutes les composantes du complexe d’Œdipe (la tendresse et l’hostilité envers le père) qui sont refoulées. 
Les rapports entre Sergueï et l’objet féminin ont été fortement perturbés à cause de la séduction de sa sœur. Freud remarque que le côté féminin passif est très développé chez l’homme aux loups.
Le rêve révélait également que l’enfant craignait la castration (tout comme le loup de l’histoire du grand-père).
C’est cette angoisse qui force Sergueï Pankejeff à renoncer au désir de devenir l’objet d’amour de son père sous peine de perdre la seule chose qui le distingue des femmes et plus précisément de sa sœur (qu'il considérait comme sa rivale au sein de la famille). 
Le moteur du refoulement est l’angoisse de castration ; être dévoré par le loup n’est que le substitut obtenu par déformation du contenu : être châtré par le père. L’affect d’angoisse qui caractérise la phobie est donc l’angoisse ressentie devant le danger perçu comme réel de la castration (comme le loup de l’histoire de l’aïeul qui s’enfuit dès que sa castration lui est rappelée).
C’est l’angoisse qui produit le refoulement.
Angoisse de castration des parties génitales et angoisse de castration du Moi. 
Elle témoigne de la crainte ressentie par le Moi face aux revendications de la libido. La position d’angoisse du Moi est l’élément qui provoque le refoulement. 
La libido peut se transformer en angoisse face à ce type de perturbations.

### La névrose obsessionnelle, la religion et l'image du père
Avant d'entrer dans le cabinet de Freud, Sergueï Pankejeff avait été suivi par d'autres médecins qui pensaient que le patient présentait un trouble qualifié de psychose maniaco-dépressive.
Freud, lui, considère plutôt l'état de l'homme aux loups comme un état suivant la guérison spontanée d'une névrose obsessionnelle.
Très préoccupé par le comportement du jeune Sergueï face aux petits animaux (qu'il torturait), son entourage décida de lui inculquer quelques principes religieux dans l'espoir que cet enseignement attendrirait son cœur. 
Bien que Freud se définisse comme athée et considère la religion comme une illusion (car sa structure dogmatique lui paraît mythique), il qualifie cette instruction comme un facteur d'apaisement.
C'est Nania, que Freud qualifie de très pieuse et superstitieuse, qui se charge de l'éducation religieuse de Sergueï Pankejeff.
Le jeune garçon s'identifie rapidement au Christ, car ils sont tous deux nés un 24 décembre. 
Durant son instruction religieuse, Sergueï Pankejeff percevait le Christ comme un double de lui-même et embrassait chaque soir les icônes qui décoraient sa chambre.
Si cette initiation rencontre un certain succès (l'enfant cesse de martyriser les animaux), elle est cependant très critiquée par l'enfant. 
Ce dernier se révolte contre la passivité du Christ face à la souffrance mais surtout contre le rôle joué par Dieu (le père) durant La Passion. La religion traditionnelle ne satisfait pas l'homme aux loups, par conséquent, il se crée sa propre religion (pour reprendre les termes employés par Freud) : la névrose obsessionnelle.
Le problème de l'homme aux loups réside dans son incapacité à trouver le père symbolique dans son entourage. L'enfant n'a pas pu s'identifier à une image proprement paternelle remplissant la fonction symbolique du père. Pour cela, il n'a pas pu accomplir son complexe d'Œdipe puisqu'il s'est identifié, non pas à son père, mais à sa mère. L'objet de son désir est son père. De plus, dans la famille, le père n'est pas un « père castrateur » aussi bien dans ses actes que dans ses paroles (ce sont les femmes de son entourage qui jouent ce rôle), il se montre même extrêmement tendre avec son fils.
Pourtant, Sergueï Pankejeff, pour des raisons liées à la séduction qu'il a subie, recherche et fuit le père symbolique castrateur. 
Un père qui, contrairement à son vrai père, aurait avec lui des rapports punitifs. 
L'enfant a une attitude provocatrice et recherche la satisfaction : être puni par le père.
Les critiques que l'homme aux loups formule contre la religion tiennent leur origine du fait que le Dieu présenté à l'enfant ne tient pas pour lui la place du père symbolique mais aussi parce qu'il essaie de chasser de son cœur son véritable père.
D'où sa révolte contre le masochisme affecté par son « double » dans les saintes écritures : le Christ (qui, lui, a laissé le père symbolique prendre la place de son vrai père : Josef, et est mort pour lui).
La religion sert également de prétexte pour justifier la névrose obsessionnelle.
Freud considère cette maladie comme une religion privée ce qui lui permet de faire apparaître la névrose comme la dégradation d’une organisation symbolique forte.
Dans son livre Psychoses, Névroses et Perversion, Freud affirme que les pratiques religieuses sont identiques aux pratiques des obsessionnelles (scrupulosité dans l’exécution des détails, conviction que si le rituel n’est pas accompli des catastrophes se produiront, toute-puissance des idées, une certaine stéréotypie du rite…) à ceci près que le névrosé accomplit ses rituels seul et surtout que les rites du névrosé apparaissent dénués de sens pour autrui.
Lorsqu'il était enfant, Sergueï Pankejeff expirait dès qu'il croisait un mendiant ou un infirme et attribuait une propriété magique à ce souffle expiré. 
En réalité, Freud pense que cette expiration servait à éloigner du patient ces images représentant le mauvais père mais aussi la menace de la castration dont les mendiants et infirmes étaient le paradigme.
Freud relie ce souffle à la forte respiration du père entendu par l'enfant lors de la scène primitive.
Enfin, le fait d'embrasser systématiquement les icônes ornant sa chambre était une forme de défense contre les mauvaises pensées formulées par l'enfant en réaction contre le père castrateur.
La religion servit également de moyen pour l'enfant de s'éloigner des femmes de sa famille. Tout d'abord de sa mère, à laquelle il s'identifiait et qui avait été le support de son homosexualité, et de sa sœur séductrice, représentant, à présent à ses yeux, une tentatrice.
L'attrait pour la religion du patient disparut lorsque celui-ci rencontra un précepteur allemand anti-religieux qui incarna pour lui le père symbolique. Il affectionnait tant cet homme que, toute sa vie durant, il privilégia, par identification avec cet homme, l'élément allemand.

### L’après Freud
Lorsqu’il rédige le cas de Sergueï Pankejeff, en 1914, Freud affirme que sa névrose obsessionnelle est résolue et que le patient, guéri, peut se séparer de son psychanalyste. Cependant, l’homme aux loups devait reprendre le travail psychanalytique à de nombreuses reprises à la demande expresse de Freud, et non de son propre chef (notamment pendant et après la Grande Guerre, alors que les révolutions d’avril et d’octobre 1917 l’avaient ruiné), et s’inscrire durablement dans l’histoire de cette discipline.
En 1926, il fut adressé par Freud à l’une de ses disciples, Ruth Mack Brunswick, alors que Sergueï Pankejeff souffrait d’hallucinations paranoïdes concernant son nez. Cette nouvelle psychanalyse permit de mettre en lumière les lacunes de la première cure (effectuée par Freud). En effet, Freud avait sous-estimé l’importance du transfert que l’homme aux loups avait développé à son égard ce qui, selon Brunswick, l’avait privé des types de solutions névrotiques habituelles et l’avait orienté vers des types de réactions plus primitifs (elle soupçonnait que les hallucinations de Sergueï étaient dues à l’avancée du cancer de Freud).
Mais le parcours analytique de l'Homme aux loups ne se termine pas avec Brunswick. Après la fin de cette analyse, il commença à avoir des entretiens informels et à allure mondaine avec Muriel Gardiner. Ils prenaient le thé ensemble de temps en temps, par exemple. Son analyse avec Brunswick avait duré environ six semaines, d'abord à Paris et ensuite à Londres. Il reprend ses entretiens avec Gardiner à Paris en 1938, pratiquant une analyse péripatéticienne d'abord, par correspondance ensuite, avant que des entretiens plus structurés ne s'organisent d'abord en 1949, puis en 1956, toujours à Vienne. C'est après cela que Pankejeff rédigea ses Souvenirs d'enfance, véritable auto-analyse qu'il confia à Gardiner. Celle-ci aurait terminé là son récit de sa relation avec cet homme, lorsqu'elle lui annonce la publication de ses Souvenirs, s'il n'y avait pas eu avant que son propre livre à elle ne paraisse, la publication du livre de Karin Obholzer. Gardiner se sent en quelque sorte obligée de discuter l'apport de sa collègue viennoise, de confirmer ou d'infirmer certaines déclarations de Pankejeff, et de révéler les arrangements financiers de Freud et de sa famille, ainsi que de Brunswick et d'elle-même, Gardiner, avec ce très célèbre ancien patient des psychanalystes.             
Sur Sergueï Pankejeff « par lui-même », la postérité dispose des « propres aveux des Mémoires, des Entretiens, ou des notes de peinture dans ses carnets », dans lesquels le célèbre patient de Freud revenait sur ses diverses expériences psychanalytiques et ajoutait ses propres réflexions aux interprétations de ses thérapeutes.
Il mourut en 1979 à Vienne, assisté de son médecin, le comte Wilhelm Solms-Rödelheim. Muriel Gardiner mentionne « sœur Anni », Albin Unterweger, ancien ami des Freud et de Brunswick, et elle-même comme ayant été présents aux dernières heures de l'Homme aux loups.

## La production artistique de Sergueï Pankejeff
Le psychanalyste Vladimir Marinov a consacré en 1999 un livre à l'« L'art de l'Homme aux loups » en relation avec la théorie de la séduction généralisée de Jean Laplanche. L'ouvrage contient, outre le fameux dessin au crayon sur « le rêve des loups » que Freud a inclus dans « À partir de l'histoire d'une névrose infantile », et la « Photographie d'après une peinture de l'Homme aux loups représentant son rêve », plusieurs autres dessins et peintures qui se trouvent aux Archives Sigmund Freud, à Washington. V. Marinov écrit que  « derrière les tentatives de sublimation tenaces de l'Homme aux loups, Der Gehetzte, ce “bousculé”, ce “possédé”, ce “traqué”, ce double distordu de l'Homme aux loups, prouve que ces séductions précoces, multiples et contradictoires, se sont incrustées au niveau de l'enveloppe fantasmatique de son corps ».

## Critiques
Monique Schneider discute la question du rapport de Sergueï Pankejeff à la psychanalyse d'après les Entretiens avec l’Homme aux loups effectués par la journaliste Karin Obholzer. Selon Schneider, Pankejeff s'en prend plus à la figure de sa seconde psychanalyste qu'à Freud lui-même, ainsi qu'aux comptes rendus que d’autres ont émis sur son « cas » et à la position de « monument » que lui a donné la psychanalyse. À propos de Freud, Pankejeff déclare « Freud était un génie, c’est l’Homme aux loups qui parle, même si tout ce qu’il a dit n’est pas juste. Si vous l’aviez vu. C’était une personnalité fascinante. Il avait des yeux très sévères qui vous regardaient jusqu’au fond de l’âme. Tout son aspect était très sympathique. J’ai ressenti de la sympathie pour lui. C’était justement le transfert. Il possédait un pouvoir d’attraction, ou disons plutôt de rayonnement, qui était très agréable et positif ». A la question de savoir s'il croit toujours à la psychanalyse, il répond « Aujourd’hui je ne crois plus à rien », pour rectifier ensuite : « Mon Dieu, je crois au transfert ». Pankejeff reconnaît que la psychanalyse l’a aidé mais il affirme également qu'« au lieu de me faire du bien, les psychanalystes m’ont fait du mal », Schneider précise que cette « accusation [est] néanmoins tempérée par le statut d’exception dont bénéficie Freud ». 
Selon Schneider, les critiques de Pankejeff sont un mécanisme identifié en psychanalyse : « le motif mis en avant par Serguéi témoigne de l’un des vecteurs agissants dans le travail analytique : donner tort à l’analyste, lui contester l’influence qu’il peut exercer sur le processus de guérison. Ce thème sera repris par Freud dans un texte où l’Homme aux loups est présent dans l’ombre : L'Analyse avec fin et l'Analyse sans fin ; le « refus de la féminité » [manifesté par Sergueï Pankkejeff] peut se manifester par le refus d’« accepter du médecin la guérison » ».
Michel Onfray, dans sa Contre-histoire de la philosophie, souligne l'absence de résultats malgré près d'un demi-siècle de psychanalyse, dont quatre années avec Freud.

#### Texte de référence
- Sigmund Freud : L'Homme aux loups : d'une histoire de névrose infantile, Payot, coll. « Petite Bibliothèque Payot », 2010  (ISBN 2228905690); L'Homme aux loups, Presses Universitaires de France - Quadrige, 1990,  (ISBN 2130434002)

#### Études et ouvrages sur «L'homme aux loups»
(Dans l'ordre alphabétique des noms d'auteurs)
- Nicolas Abraham, Maria Torok : Le Verbier de l'homme aux loups, précédé de « fors » par Jacques Derrida, Flammarion-Champs, poche, 1999,   (ISBN 2080814257)
- Muriel Gardiner (traduit et présenté) : L'homme aux loups, par ses psychanalystes et par lui-même, Gallimard, 1981,  (ISBN 2070245470)
- Patrick J. Mahony :
  - Les hurlements de l'homme aux loups,  PUF, 1995,  (ISBN 2130466354)
  - « À partir de l'histoire d'une névrose infantile (l'Homme aux loups) », dans Dictionnaire international de la psychanalyse (2002), 2 vol. (1.A/L et 2. M/Z), Paris, Hachette-Littérature, 2005, p. 1-3  (ISBN 9782012791459)
- Vladimir Marinov, Rêve et séduction. L'art de l'Homme aux loups, avec des dessins et peintures inédits de l'Homme aux loups, Paris, PUF, 1999,  (ISBN 2 13 049641 5)
- Karin Oberholzer: Entretiens avec l'homme aux loups. Une psychanalyse et ses suites, Gallimard, 1981,  (ISBN 2070245543)